# Nangan
Nangan (en chino: 南竿; Pinyin: Nán'gān Xiāng) es una de las islas de Matsu y la capital del condado de Lienchiang (que coincide geográficamente con Matsus) de la República de China (Taiwán).
Nangan también era conocido Nangantang (南竿塘; Nàng-găng-dòng), Shanggantang (上竿塘) y como isla de Matsu  (馬祖島; Mā-cū-dō).
Hay un aeropuerto en Nangan. El punto más alto es el monte Yuntai (雲台山) (248 metros), no debe confundirse con la isla del mismo nombre perteneciente a Filipinas.